# Катастрофа Ан-12 в Камране (1989)
Катастрофа Ан-12 на Камрани — авиационная катастрофа самолёта Ан-12БП советских ВВС, произошедшая 8 июля 1989 года на аэродроме военно-морской базы Камрань (Вьетнам), при этом погиб 31 человек. Самолет разбился при выполнении аварийной посадки.

## Самолёт
Ан-12БП с регистрационным номером СССР-11875 (заводской — 7345006) был выпущен в 1967 году. Самолёт входил в состав 194 военно-транспортного авиационного полка советских ВВС (аэродром базирования Фергана).

## Катастрофа
8 июля 1989 года Ан-12БП (командир экипажа капитан Сергей Генералов) выполнял рейс из Кимлиена (Ханой) в Хошимин с промежуточной посадкой на авиабазе Камрань. На борту находились 35 человек: дети, женщины и главный военный советник МО СРВ. При заходе на посадку днем в условиях ливня (видимость — 1500 м, НГО 500 м) на аэродром Хошимин снизился до высоты 100 м и ушёл на второй круг. При уходе КК увидел ВПП и начал выполнять повторный заход визуально. Он допустил снижение на высоту ниже УПМ и уклонился влево на 300 м. При попытке довернуть вправо, продолжая снижение, КК создал правый крен, упустил контроль за высотой и в 114 м до ВПП столкнулся дренажным колодцем на КПБ правой стойкой шасси, воздушным винтом двигателя №4 и правой законцовкой крыла. Стойка отломилась, винт двигателя №4 автоматически зафлюгировался, отказали правая и левая гидросистемы. Экипаж ушел на второй круг и принял решение возвращаться на аэродром вылета Камрань. 
При посадке на аэродроме Камрань, пролетая торец ВПП, экипаж зафлюгировал винт двигателя №1. Самолет стал уклоняться влево. После попытки выровнять его была произведена посадка с перелетом 615 м одновременно на левую основную и переднюю стойку шасси. Самолет сошел на грунт. От удара об дренажные колодцы снесло оставшиеся стойки шасси и носовой фонарь. Затем фюзеляж разломился надвое после столкновения с бруствером. После этого самолет проскользил через рулежную дорожку, остановился и загорелся. Находящийся на борту груз кондиционеров и матрасов при ударе сместился и заблокировал гермокабину, в которой находились пассажиры. Не сумев выбраться, пассажиры задохнулись в дыму пожара. Выжили командир экипажа, воздушный стрелок-радист и один из пассажиров, находившийся в кормовой кабине (все получили тяжелые травмы).